# Lockhartia (protista)
Lockhartia es un género de foraminífero bentónico de la subfamilia Rotaliinae, de la familia Rotaliidae, de la superfamilia Rotalioidea, del suborden Rotaliina y del orden Rotaliida. Su especie tipo es Dictyoconoides haimei. Su rango cronoestratigráfico abarca desde el Paleoceno hasta el Luteciense (Eoceno medio).

## Clasificación
Lockhartia incluye a las siguientes especies:
- Lockhartia altispira †
- Lockhartia alveolata †
- Lockhartia bermudezi †
- Lockhartia conica †
- Lockhartia cushmani †
- Lockhartia daviesi †
- Lockhartia diversa †
- Lockhartia gyropapulosa †
- Lockhartia haimei †
  - Lockhartia haimei nudimarginata †
  - Lockhartia haimei spirachordata †
  - Lockhartia haimei suturadicata †
  - Lockhartia haimei vermiculata †
- Lockhartia hunti †
  - Lockhartia hunti garoensis †
- Lockhartia lobulata †
- Lockhartia lunifera †
- Lockhartia luppovi †
- Lockhartia megapapulata †
- Lockhartia minuscula †
- Lockhartia praealta †
- Lockhartia prehaimei †
- Lockhartia pustulosa †
- Lockhartia ramanae †
- Lockhartia retiata †
- Lockhartia sijuensis †
- Lockhartia smouti †
- Lockhartia susuaensis †